# Eppur si muove (programma televisivo)
Eppur si muove: cambiano gli italiani è stato un programma televisivo italiano in 10 puntate, ideato e condotto da Indro Montanelli e Beniamino Placido su Rai 3 dal 6 febbraio 1994.
La sigla mescolava le note di 'O sole mio con le immagini del film Il dottor Jekyll, poi Montanelli e Placido, seduti a scrivanie affiancate presso una stufa di ghisa, con sullo sfondo una carta geografica dell'Italia e il tricolore discutevano sui vizi degli italiani, illustrandone origini storiche e sociali.
La prima puntata, dedicata a "furbi e fessi", ha avuto come ospite Isabella Bossi Fedrigotti.
Nella puntata dedicata all'"eterno femminino", ci sono state come ospiti varie donne tra le quali: Anna Galiena, Natalia Aspesi, Serena Dandini, Ludovica Ripa di Meana e Margherita Hack.
In una delle due puntate dedicate al tema “Destra o Sinistra" gli ospiti furono: lo storico Vittorio Foa e come ospite fisso per le sei puntate, Renato Mannheimer.
Nella puntata sul tema "Coraggiosi o vigliacchi" gli ospiti furono Marcelle Padovani e Michele Serra.
Dai dialoghi intercorsi in trasmissione tra Montanelli e Placido fu tratto un libro, pubblicato nel 1995 dall'editore Rizzoli, oggi esaurito. 

## Critica
L'Enciclopedia della televisione dedica alla trasmissione il lemma "Eppur si muove". Il programma viene definito "un viaggio semiserio alla scoperta del carattere degli italiani, una carrellata storica sui difetti strutturali del paese". Placido descriveva sé stesso come "rotondo ed accomodante" e indicava in Montanelli lo "smilzo e temperamentoso": due personaggi somiglianti nel fisico ai due [anti]eroi per antonomasia di Cervantes. Quanto bastava - a parere del critico - per rendere la trasmissione, "nell'isterico panorama televisivo", un "piacevole diversivo".